# I'm Out
"I'm Out" é uma canção da cantora norte-americana Ciara, gravada para o seu quinto álbum de estúdio e homónimo. Conta com a participação da rapper Nicki Minaj, sendo que a sua composição esteve a cargo das duas intervenientes com auxílio de Rock City, cujo último também esteve a cargo da produção com The Co-Captains. Foi enviado para as rádios urbanas dos Estados Unidos a 3 de Junho de 2013 pela Epic Records, servindo como segundo single do disco. Musicalmente, deriva dos géneros pop e electrónico. O seu vídeo musical estreou na pré-cerimónia dos BET Awards a 30 de Junho 2013, seguida de uma actuação ao vivo com Minaj.

## Desempenho nas tabelas musicais

### Posições
| Tabela musical (2013)              | Melhor posição |
| ---------------------------------- | -------------- |
| Estados Unidos - Billboard Hot 100 | 50             |

## Histórico de lançamento
| País           | Data               | Formato     | Editora discográfica |
| -------------- | ------------------ | ----------- | -------------------- |
| Estados Unidos | 3 de Junho de 2013 | Rádio urban | Epic                 |
| Canadá         | 7 de Junho de 2013 | Rádio urban | Epic                 |